# Canope de Chiusi

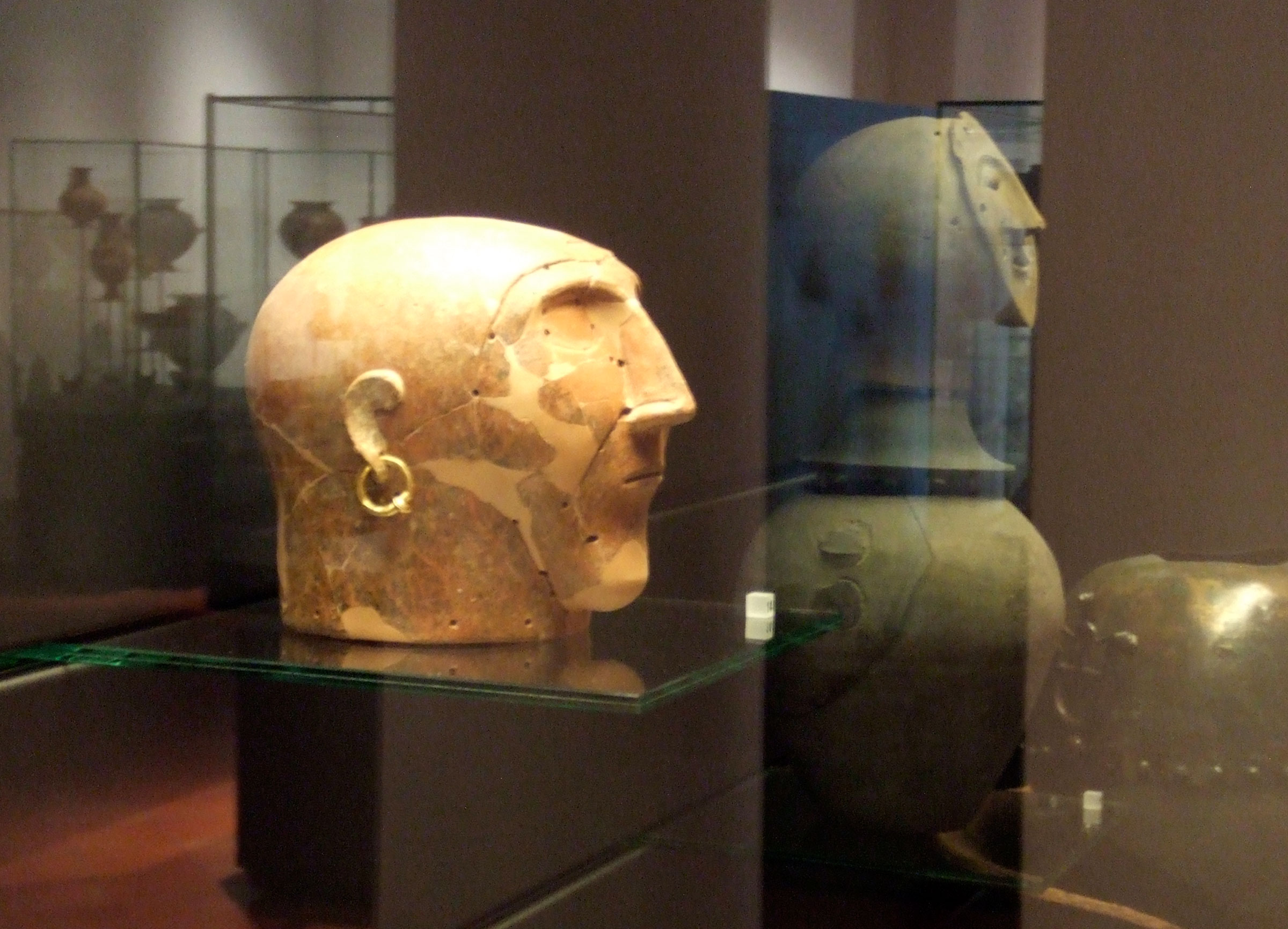
Têtes de canope - vitrine du musée de Chiusi.

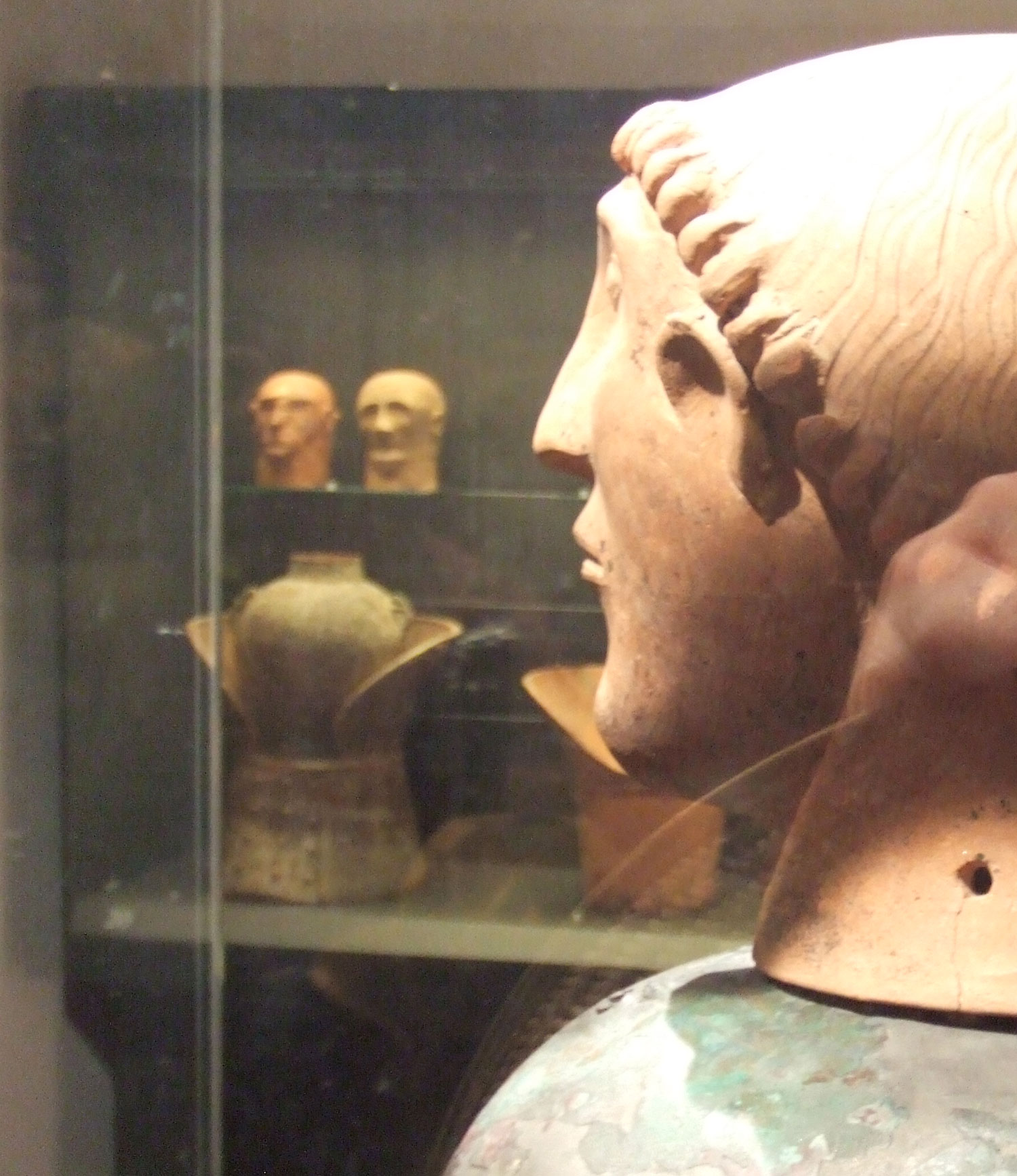
Têtes de canope et au fond, fauteuil de cérémonie - vitrine du musée de Chiusi.

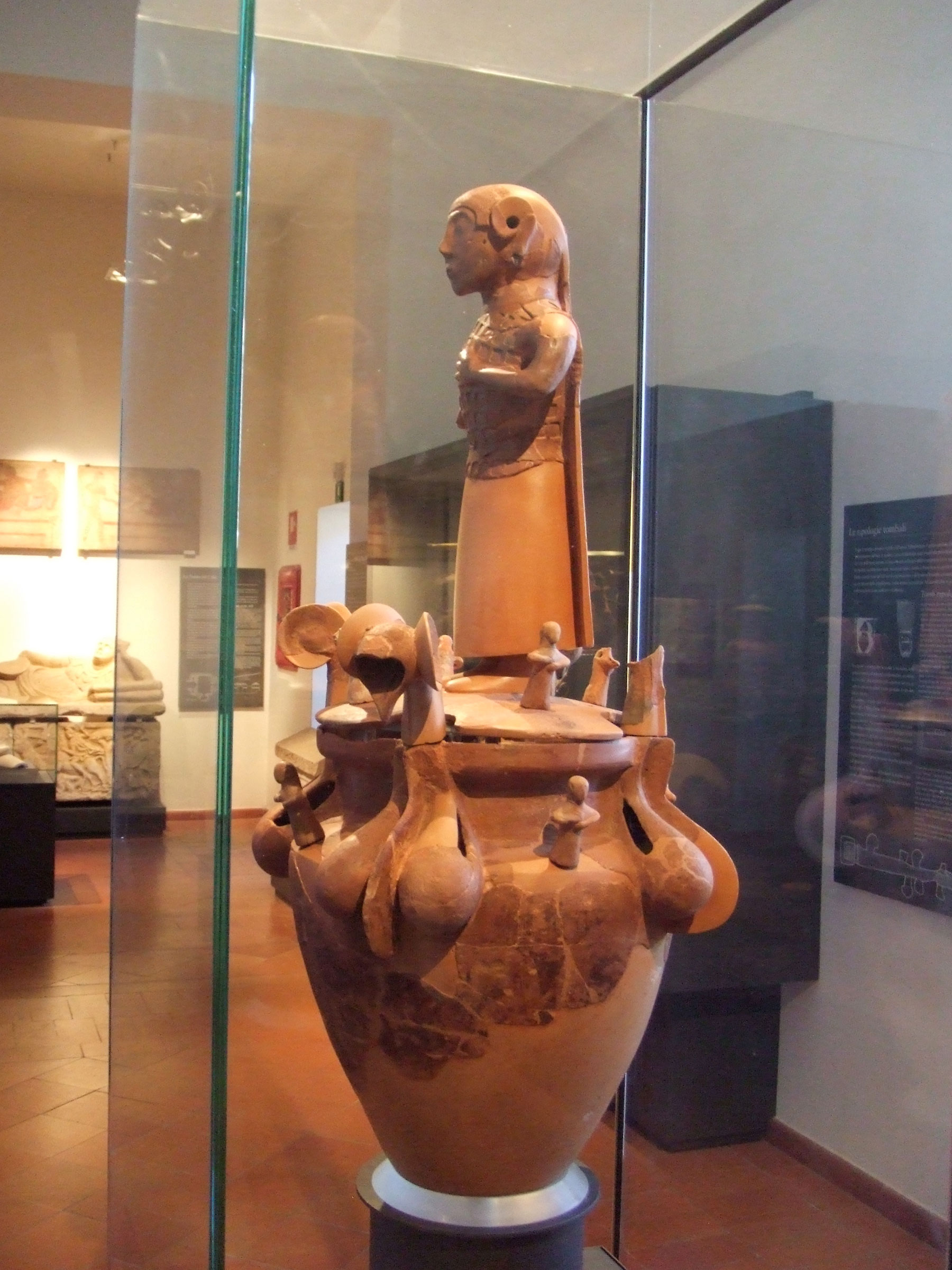
Canope figuré en pied (reconstitution) - vitrine du musée de Chiusi.

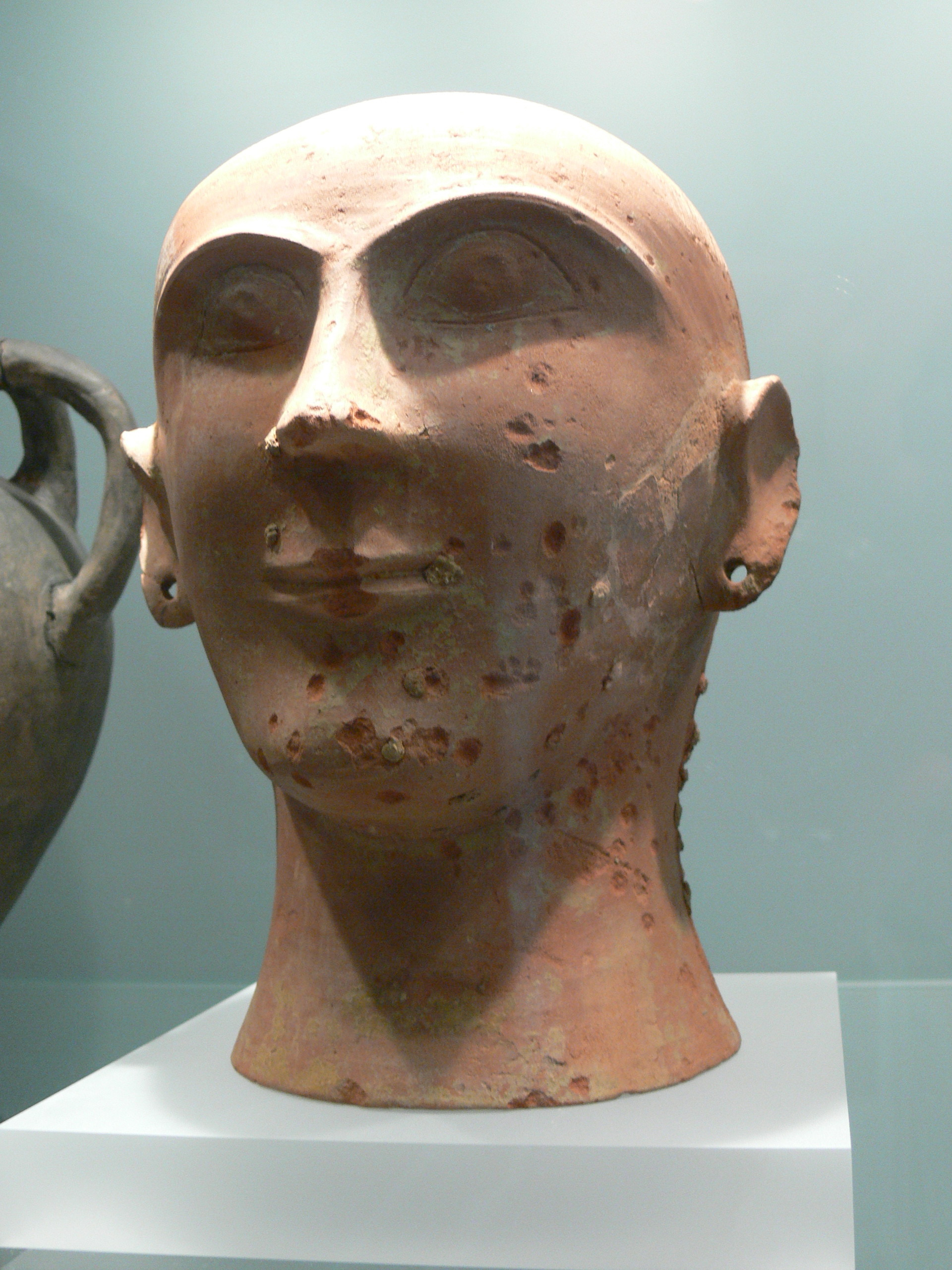
Tête de canope à la Carlsberg Glyptothek de Copenhague.

Le canope de Chiusi désigne un vase destiné chez les Étrusques à recueillir les cendres du mort incinéré suivant les rites en pratique pendant la période des VIIe et VIe siècles av. J.-C.

## Pratiques funéraires
Alors que les rites funéraires étrusques qui ont précédé donnait la forme de son habitat à l'urne du mort (urne-cabane), ou à ses objets (urne biconique surmontée d'un casque en bronze pour l'homme, d'un collier pour la femme), le rite du canope privilégie la forme de l'humain, même traduite symboliquement.
Le vase canope de Chiusi  est typique des productions étrusques de cette région de la province de Sienne,  et pratiquement confiné à cette zone, ce qui explique sa dénomination car ce rite persiste au Ve siècle av. J.-C. alors que le reste des cités étrusques pratique alors l'inhumation.
Il se distingue totalement du vase canope égyptien qui permettait de recueillir, en quatre vases, les viscères du mort embaumé (le terme canope concerne la destination du vase par similitude de forme).
Le vase, de facture rustique sans ornementation, est recouvert d'un bouchon anthropomorphe représentant la tête du mort (« à bulbe » au musée d'archéologie et d'art de la Maremme de Grosseto), le tout représentant le mort de façon symbolique (disproportions, absence de jambes), puisque la crémation a fait disparaître son allure physique (certains masques en bronze repoussé ont précédé historiquement la représentation en volume de cette tête).
Deux anses le complètent permettant le transport voire la  pose de bras figurés amovibles.
Le rendu très libre de la représentation humaine, sans souci des proportions, est  typique de l'art étrusque (on le retrouve dans les couvercles des sarcophages plus récents).
Sur le vase de Chiusi, les parties du corps sont simplement juxtaposées, avec des bras mobiles fixés par de petits clous métalliques. la tête est souvent ornée de boucles d'oreille fixées dans les orifices des oreilles percées.
Quelquefois le thorax est simulé sur la panse du vase.
L'ensemble, en impasto (argile peu dégraissée), était placé sur un plus grand vase ou sur un siège, un dossier arrondi de pierre ou de terre-cuite  appelé fauteuil de cérémonie (dit « de dignité »).
Tout cet appareillage funéraire était placé dans une grande jarre appelée ziro,  recouverte d'une dalle (quelquefois de forme « bouchon de champagne »), et descendu dans un puits (nommé « tombe à ziro »).

## Exemplaires dans les musées
- Le musée archéologique national de Chiusi expose de nombreux vases et têtes de canopes.
- Un exemplaire de 50 cm de haut, acquis en  1851. D 162 - Antiquités grecques, étrusques et romaines, Musée du Louvre
- Carlsberg Glyptothek de Copenhague.